# Talijanska ženska vaterpolska reprezentacija
Talijanska ženska vaterpolska reprezentacija predstavlja državu Italiju u športu vaterpolu.
Nadimak ove reprezentacije je setterosa.

## Nastupi na velikim natjecanjima

### Svjetska prvenstva
- 2019.: 6. mjesto

### Europska prvenstva
- 1989.: 4. mjesto
- 1991.:  bronca
- 1993.: 4. mjesto
- 1995.:  zlato
- 1997.:  zlato
- 1999.:  zlato
- 2001.:  srebro
- 2003.:  zlato
- 2006.:  srebro
- 2008.: 4. mjesto
- 2010.: 4. mjesto
- 2012.:  zlato
- 2014.: 4. mjesto
- 2016.:  bronca
- 2018.: 6. mjesto
- 2020.: 5. mjesto